# World Series of Poker Europe 2015
Le World Series of Poker Europe 2015 (WSOPE) sono state giocate dall'8 al 24 ottobre al Spielbank Casino di Berlino in Germania. Ci sono stati 10 tornei con in palio il braceletto, tra cui il torneo €550 Oktoberfest No Limit Hold'em e il torneo€550 Pot Limit Omaha, quest'ultimo è stato anche il torneo di omaha con il buy-in più basso della storia delle World Series of Poker. Il torneo principale, ossia il €10,450 Main Event è iniziato il 18 ottobre, mentre il torneo €25,600 High Roller il 21 ottobre. Questa edizione delle WSOPE ritorna dopo un anno di pausa, per la prima volta in territorio tedesco.

## Eventi
| Evento | Nome                                   | Iscritti | Vincitore             | Premio (€) | Ultimo giocatore eliminato |
| ------ | -------------------------------------- | -------- | --------------------- | ---------- | -------------------------- |
| 1      | €2,200 Six Handed No Limit Hold'em     | 197      | Makarios Avramidis    | €105,000   | Frederic Schwarzer         |
| 2      | €550 The Oktoberfest No Limit Hold'em  | 2,144    | Dietrich Fast         | €157,749   | John Gale                  |
| 3      | €3,250 Eight Handed Pot Limit Omaha    | 161      | Richard Gryko         | €126,345   | Mike Leah                  |
| 4      | €1,650 Monster Stack No Limit Hold'em  | 580      | Ryan Hefter           | €176,205   | Gilbert Diaz               |
| 5      | €2,200 Mixed Event                     | 113      | Alex Komaromi         | €65,740    | Scott Clements             |
| 6      | €3,250 No Limit Hold'em                | 256      | Pavlos Xanthopoulos   | €182,510   | Mario Lopez                |
| 7      | €550 Pot Limit Omaha                   | 503      | Barny Boatman         | €54,725    | Grzegorz Grochulski        |
| 8      | €1,100 Turbo No Limit Hold'em Re-Entry | 546      | Georgios Sotiropoulos | €112,133   | Paul Tedeschi              |
| 9      | €10,450 No Limit Hold'em Main Event    | 313      | Kevin MacPhee         | €883,000   | David Lopez                |
| 10     | €25,600 High Roller No Limit Hold'em   | 64       | Jonathan Duhamel      | €554,395   | Davidi Kitai               |

### Main event
Evento #9: €10.450 No Limit Hold'em Main Event - 313 iscritti
| Posizione | Nome                 | Premio (€) |
| --------- | -------------------- | ---------- |
| 1°        | Kevin MacPhee        | 883,000    |
| 2°        | David Lopez          | 475,000    |
| 3°        | JC Alvarado          | 315,000    |
| 4°        | Andrew Lichtenberger | 225,000    |
| 5°        | Kilian Kramer        | 175,000    |
| 6°        | Felix Bleiker        | 130,000    |
| 7°        | Erik Seidel          | 100,000    |
| 8°        | Mario Sanchez        | 75,000     |

### High Roller
Evento #10: €25.600 High Roller No Limit Hold'em - 64 iscritti
| Posizione | Nome               | Premio (€) |
| --------- | ------------------ | ---------- |
| 1°        | Jonathan Duhamel   | 554,395    |
| 2°        | Davidi Kitai       | 342,620    |
| 3°        | Mustapha Kanit     | 227,145    |
| 4°        | Sam Chartier       | 160,775    |
| 5°        | Cristoph Vogelsang | 121,020    |
| 6°        | Fedor Holz         | 96,625     |
| 7°        | Timothy Adams      | 81,420     |